# Болторез

Болторез

Болторе́з (также штифторе́з, но́жницы армату́рные, куса́чки армату́рные) — инструмент для резки (перекусывания) пруткового металла. Наиболее распространённый вариант болтореза позволяет резать металл толщиной до 10 мм.

## Конструкция инструмента
Особенностью наиболее распространённой конструкции болтореза является система двойного рычага. Первый рычаг, роль которого исполняют длинные рукояти инструмента, подают усилие не прямо на губки (лезвия) инструмента, а на вторичные рычаги, дополнительно увеличивающие прилагаемое усилие. Для болтореза характерно наличие массивных губок и длинных рукояток. В связи со значительным передаточным отношением ход губок болтореза очень мал по сравнению с ходом рукояток. Губки болтореза выполняются из хромованадиевой либо хромомолибденовой стали, имеющей индукционную закалку.